# Kristie Ahn
Kristie Hyerim Ahn (Upper Saddle River, 15 juni 1992) is een tennisspeelster uit de Verenigde Staten van Amerika. Haar ouders komen uit Korea. Ahn begon met tennis toen zij acht jaar oud was.
In 2008 speelde zij op het US Open haar eerste grandslamtoernooi door zich te plaatsen via de kwalificaties. In 2009 kreeg zij samen met Courtney Dolehide een wildcard voor het vrouwendubbelspel op het US Open.
In 2019 bereikte Ahn op het US Open de vierde ronde, door onder meer grandslamwinnaressen Svetlana Koeznetsova en Jeļena Ostapenko te verslaan.

## Posities op deWTA-ranglijst
Positie per einde seizoen:
| jaar | rang enkelspel | rang dubbelspel |
| ---- | -------------- | --------------- |
| 2008 | 443            | –               |
| 2009 | 345            | 966             |
| 2010 | 507            | 453             |
| 2012 | 704            | 927             |
| 2013 | 719            | 783             |
| 2014 | 650            | 711             |
| 2015 | 208            | 405             |
| 2016 | 220            | 431             |
| 2017 | 106            | 280             |
| 2018 | 196            | 360             |

## Resultaten grandslamtoernooien
| Legenda | Legenda                          |
| ------- | -------------------------------- |
| g.t.    | geen toernooi gehouden           |
| l.c.    | lagere categorie                 |
| –       | niet deelgenomen                 |
| G       | uitgeschakeld in de groepsfase   |
| 1R      | uitgeschakeld in de eerste ronde |
| 2R      | uitgeschakeld in de tweede ronde |
| 3R      | uitgeschakeld in de derde ronde  |
| 4R      | uitgeschakeld in de vierde ronde |
| KF      | uitgeschakeld in de kwartfinale  |
| HF      | uitgeschakeld in de halve finale |
| F       | de finale verloren               |
| W       | het toernooi gewonnen            |
| w-v     | winst/verlies-balans             |

### Enkelspel
| toernooi        | 2008 |    | 2018 | 2019 |
| --------------- | ---- | -- | ---- | ---- |
| Australian Open | –    | 1R | –    |      |
| Roland Garros   | –    | –  | –    |      |
| Wimbledon       | –    | –  | 1R   |      |
| US Open         | 1R   | –  | 4R   |      |

### Vrouwendubbelspel
| Australian Open | –  | –  | –  |
| Roland Garros   | –  | –  | –  |
| Wimbledon       | –  | –  | –  |
| US Open         | 1R | 1R | 2R |